# Jan Kuf
Jan Kuf (* 11. května 1991 Praha) je český reprezentant v moderním pětiboji, člen klubu ASC Dukla.

## Kariéra
Na mistrovství Evropy juniorů v moderním pětiboji 2012 vybojoval stříbrnou medaili. Na mistrovství světa v moderním pětiboji 2014 skončil na třetím místě v individuálním závodě a ve štafetě byli s Davidem Svobodou čtvrtí. Na mistrovství Evropy v moderním pětiboji 2015 skončil devátý v individuálním závodě a kvalifikoval se tak na olympijské hry v roce 2016, navíc získal bronzovou medaili v soutěži družstev. Ve stejném roce se stal spolu s Natálií Dianovou mistrem světa ve smíšené štafetě. Tato dvojice vyhrála smíšenou štafetu také na mistrovství Evropy v moderním pětiboji 2016, kde Kuf přidal zlato ze závodu jednotlivců.
Zúčastnil se olympijských her 2016 v Rio de Janeiro, kde v soutěži jednotlivců po dvou pádech v jezdecké části skončil na posledním, 36. místě. Následně se zúčastnil i olympijských her v Tokiu konaných v roce 2021, kde se, po nezdaru na poslední střelecké položce, umístil na 8. místě.
V letech 2014, 2015 a 2018 získal ocenění pro nejlepšího českého moderního pětibojaře roku.

## Soukromý život
V září 2022 se oženil s přítelkyní Evou.